# Christus Koning (Cali)
Het standbeeld Christus Koning (Spaans: Cristo Rey) is een 26 meter hoog beeld van Jezus Christus op de Cerro de los Cristales (Kristallen Heuvel) in het dorpje Los Andes, ten westen van de stad Cali, Colombia. De heuvel dankt zijn naam vanwege de grote hoeveelheden kwarts die er worden gevonden.
Het beeld van staalbeton staat op een vijf meter hoge sokkel op een hoogte van 1440 boven de zeespiegel en weegt 464 ton. In het kader van het 50-jarige jubileum van het einde van de Guerra de los Mil Dias (1000-daagse Oorlog) werd het beeld op zondag 25 oktober 1953 ingewijd.

## Bouwgeschiedenis
De pater-jezuïet José María Arteaga gaf de kunstenaar Grardo Palmirano Navia Carvajal de opdracht om het beeld te bouwen, maar nadat deze een model gemaakt had haakte hij af. Pater Arteaga nam vervolgens contact op met de Italiaanse beeldhouwer Alideo Tazzioli Fonanini uit Pietrasanta, die de opdracht accepteerde, op voorwaarde dat hij een nieuw model mocht maken. Het werk op de heuvel begon met het aanleggen van een platform van cement. Daarop werd een enorme houten constructie gebouwd. Om de voortgang te bewaken bezocht de kunstenaar de bouwplaats bijna elke dag. Na vier jaren werk was het beeld voltooid. De totale kosten van de bouw bedroegen 170.000 pesos. Aan de inwijdingsplechtigheid namen circa 30.000 mensen deel.

## Toerisme
Op weg naar de heuvel met het standbeeld van Christus zijn er de reliëfs van de kunstenaar Carlos Andrés Gómez te bezichtigen. De werken zijn verdeeld over 34 plaatsen aan een traject van meer dan 5 kilometer. Het beeldhouwwerk is gemaakt van leem en beton en varieert van 50 centimeter tot vijf meter hoog
De entree naar het monument van Christus Koning is gratis. Van 08:00 uur tot 23:00 uur is er bewaking van politie. Er is een restaurant en een parkeerplaats aanwezig.
Het Christus Koningbeeld wordt jaarlijks door ongeveer 300.000 binnen- en buitenlandse bezoekers bezocht en wordt als een van de wonderen van modern Colombia beschouwd.